# Comuna de Gniewino
Comuna de Gniewino (polaco: Gmina Gniewino) é uma gminy (comuna) na Polónia, na voivodia de Pomerânia e no condado de Wejherowski. A sede do condado é a cidade de Gniewino.
De acordo com os censos de 2004, a comuna tem 6688 habitantes, com uma densidade 38 hab/km².

## Área
Estende-se por uma área de 176,21 km², incluindo:
- área agricola: 42%
- área florestal: 40%

## Demografia
Dados de 30 de Junho 2004:
|                      | Total   | Total | Mulheres | Mulheres | Homens  | Homens |
| -------------------- | ------- | ----- | -------- | -------- | ------- | ------ |
|                      | pessoas | %     | pessoas  | %        | pessoas | %      |
| População            | 6688    | 100   | 3176     | 47,5     | 3512    | 52,5   |
| Densidade (pop./km²) | 38      | 100   | 18       | 18       | 19,9    | 19,9   |

De acordo com dados de 2005, o rendimento médio per capita ascendia a 3081,98 zł.

## Comunas vizinhas
- Choczewo, Krokowa, Luzino, Łęczyce, Wejherowo